# نيلسون لا ديو
نيلسون لا ديو هو سياسي أمريكي، ولد في 15 أبريل 1831، وتوفي في 31 يناير 1900. نشط حزبياً في الحزب الجمهوري. وقد انتخب عضو جمعية ولاية ويسكونسن ‏.